# Kujan Mały
Kujan Mały – jezioro w woj. wielkopolskim, w powiecie złotowskim, w gminie Zakrzewo, leżące na terenie Pojezierza Południowokrajeńskiego. Jezioro połączone ciekiem – Skicką Strugą z jeziorem Borówno.

## Dane morfometryczne
Powierzchnia zwierciadła wody według różnych źródeł wynosi od 6,2 ha przez 6,81 ha (lustra wody) do 7,7 ha (ogólna) ha.
Zwierciadło wody położone jest na wysokości 106,5 m n.p.m.

## Hydronimia
Według spisu opracowanego przez Komisję Nazw Miejscowości i Obiektów Fizjograficznych (KNMiOF) zestandaryzowana nazwa tego jeziora to Kujan Mały.
Dane z państwowego rejestru nazw geograficznych podają oboczną nazwę tego jeziora – Mały Kujan. W różnych publikacjach podawana jest też inna oboczna nazwa tego jeziora – Kujanek.